# Rudolf Nonnenkamp
Johann Christoph Rudolf Nonnenkamp (* 24. November 1826 in Ahrensbök, Amt Ahrensbök, Herzogtum Holstein; † 16. April 1877 in München) war ein deutscher Historien- und Genremaler.

## Leben

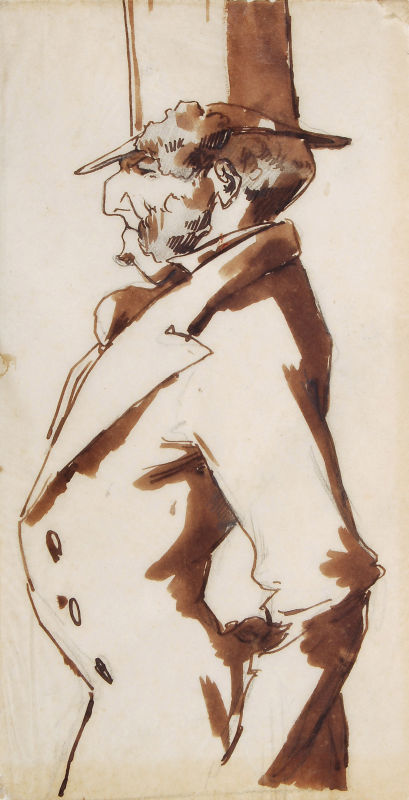
Herr im Gehrock, Feder- und Pinselzeichnung über Bleistift, Rudolf Nonnenkamp zugeschrieben

Nonnenkamp, Sohn des Gutsbesitzers Johann Paul Nonnenkamp, wurde auf dem väterlichen Gutshof Ahrensbök geboren. Er wuchs jedoch in Hamburg auf, wohin die Familie zwei Jahre nach seiner Geburt gezogen war. Nach der Realschule und einer Ausbildung in der Landwirtschaft, die nicht seine Neigungen traf, wandte er sich der Kunst zu. 1846 zog er nach Stuttgart, wo er an der Königlichen Kunstschule unter Bernhard von Neher zum Historienmaler ausgebildet wurde. Mitschüler waren unter anderem Jakob Grünenwald, Theodor Schüz und Heinrich Leutemann. Als Hauptwerk entstand 1851 das Gemälde Francesca da Rimini und Paolo Malatesta (Kunsthalle zu Kiel). 1853 ging er zurück nach Hamburg und wurde Mitglied des Hamburger Künstlervereins von 1832. Dort betätigte er sich insbesondere in der Altarmalerei, beispielsweise schuf er einen gekreuzigten Christus für den Hochaltar der St.-Anschar-Kirche in Münsterdorf.
Am 4. Oktober 1868 heiratete er in Hamburg Anna Caroline Wilhelmine „Minna“ Hinrichs (* 1841), Tochter des Hamburger Gymnasialprofessors Hinrichs. Im selben Jahr ging er nach Düsseldorf. Die damalige Situation an der Kunstakademie Düsseldorf bzw. in der Düsseldorfer Malerschule sagte ihm jedoch nicht zu. 1869 zogen Nonnenkamp und seine Ehefrau weiter nach München, wo sie sich dauerhaft niederließen. Dort war er Mitglied des Münchner Künstlergenossenschaft. Auch verkehrte er in der Künstlergesellschaft Allotria. 1877 verstarb er im Alter von fünfzig Jahren „unerwartet schnell“.
Außer Historien, insbesondere Gemälden mit religiösen Motiven, schuf Nonnenkamp hauptsächlich Genrebilder.